# Clubiona mykolai
Clubiona mykolai este o specie de păianjeni din genul Clubiona, familia Clubionidae, descrisă de Mikhailov în anul 2003.
Este endemică în Ucraina. Conform Catalogue of Life specia Clubiona mykolai nu are subspecii cunoscute.